# مقاطعة مراوة تبة
مقاطعة مراوة تبة (بالفارسية: شهرستان مراوه‌تپه) هي إحدى مقاطعات محافظة غلستان في إيران. عاصمة المقاطعة هي مراوه تبه. انفصلت عن مقاطعة كلالة عام 2007. وفي عام 2006، بلغ التعداد السكاني 45,874 نسمة في 8,939 عائلة.